# Jean-Claude De la Royère
Jean-Claude De la Royère, né le 18 octobre 1952 à Ixelles (province de Brabant), est un auteur de bande dessinée, journaliste, rédacteur en chef, commissaire d'exposition et conservateur de musée belge. Il signe sous son nom et aussi sous les pseudonymes de Fritax ou Jesse Van Achterwiel.

## Biographie
Jean-Claude De la Royère naît le 18 octobre 1952 à Ixelles,. En mars 1977, Jean-Claude De la Royère est journaliste bénévole à More, journal de la scène musicale belge. Il aborde la bande dessinée en signant les scénarios de la série humoristique Rockman dessinée par Frédéric Jannin prépubliée dans le More et publiée en album par Distri BD d'André Leborgne. Les éditions de ce dernier créent le magazine de bandes dessinées Aïe ! à la vie éphémère en 1980, De la Royère en est le rédacteur en chef dont le mérite est de faire découvrir des auteurs comme Philippe Bercovici, Philippe Berthet, Stéphan Colman, Antonio Cossu, Daniel De Carpentrie, Philippe Dupuy, André Geerts, Frédéric Jannin, Ptiluc ou Tito tout en publiant des dessinateurs plus ou moins confirmés comme Hermann. À l'arrêt de Aïe !, De la Royère est en contact avec Gotlib car Fluide glacial est éventuellement intéressé par certaines bandes dessinées du défunt journal.

### Spatial(1978-1982)

Logo revue Spatial aux Éditions Michel Deligne

Jean-Claude De la Royère est engagé par Michel Deligne en 1980, il est rédacteur en chef de la revue Spatial des Éditions Michel Deligne spécialisée dans le fantastique et la science-fiction d'hier et d'aujourd'hui à la périodicité bimestrielle ou trimestrielle et à la pagination variable de 80 p. à 100 p. dont 32 en couleurs. Le no 1 de janvier 1978 à no 14 en 1983. Les bandes dessinées les plus importantes sont : Flash Gordon, Guerre avec Mars, Héroïc-Albums. Il édite ainsi les auteurs Mœbius, Hermann, Berthet, Jean-François Charles, Crisse (première publication), Devos, Géron, Francisco Solano López, Maison, Michetz, Eddy Paape, San Millan, William Vance, Vincent Hardy, Olivier Wozniak. Il est aussi rédacteur en chef de Aventures de l'âge d'or.

### Le Journal illustré le plus grand du monde(1982-1983)
Sur une idée de Michel Deligne qui s'est inspiré du journal Junior, éditions S.P.E. qui paraissait dans les années 1930 au format 54 × 39 cm et qui a été le plus grand journal ayant jamais existé. J.C. De la Royère lance le mensuel Le Journal illustré le plus grand du monde,, comme directeur de la publication de cette même maison d'édition. Celle-ci est éphémère et connaît 5 numéros : le no 1 du 1er octobre 1982 au no 5 du 1er février 1983.
Ce grand journal contient des articles de fond comme tout journal se doit d'avoir du rédactionnel ainsi que de la bande dessinée inédite ou des rééditions. Jean-Claude De la Royère s'occupant de l'éditorial et de la maquette.

### Spirou
Il fait son entrée dans Spirou avec le scénario d'un Oncle Paul intitulé Les Pompiers sont bruyants dessiné par Pascal Morelli en 1982. Puis l'année suivante, il signe un gag pour Serge Honorez et dix ans plus tard, il s'associe à Nikita Mandryka pour 13 courts récits humoristiques sur les animaux, collectés en album sous le titre Les Animaux sont-ils des bêtes ? publié aux éditions P&T en 1995. Avec la Watch Gallery, Jean-Claude De la Royère scénarise et parodie les célèbres séries du Spirou de l'époque, dessinés par Watch et illustrés par des dessins d'une page de 1983 à 1986. L'album est publié par Récréabull en 1986 sous le titre Spirou Connection. Pour Philippe Dupuy, il scénarise une histoire de sorcellerie et le rédacteur en chef Alain De Kuyssche est intéressé à la vue du premier épisode de 6 à 8 pages mais par manque de chance, il est licencié et remplacé par Philippe Vandooren qui ne reprend pas la série. Il est assistant à la rédaction de Spirou à la fin des années 1980. En 2001, il écrit une histoire à suivre Le Feuilleton des gens bons pour Stédo.
En 1986, il cosigne L'Aide-mémoire du collectionneur de bandes dessinées - Tous les albums classés par auteurs aux éditions Récréabull. Il publie également deux tomes de Jimmy Laventure avec Frédéric Jannin qu'il retrouve après Aïe !, Les Dents de la bouche (Dargaud, 1986) et Signé Maroilles (MC Productions, 1988). La série s'arrête prématurément à cause de problèmes d'éditeur.
En 1989, il mène des entretiens avec Philippe Biermé publiés dans Les Cahiers de la BD et il signe sous le pseudonyme Gontran Pilchard un article sur Hergé avec Thierry Tinlot. En 1990, il écrit des critiques d'albums pour la même revue.

### Schtroumpf!
Toujours à la fin des années 1980, pour le nouveau journal Schtroumpf ! la maquette d'Yvan Delporte estimée trop proche du Spirou des années 1960 est rejetée par Peyo. Par la suite, Jean-Claude De la Royère participe au projet et retravaille la maquette. Il dirige la publication sous la férule de Thierry Culliford. Il définit la ligne directrice et esthétique du magazine à destination d'un jeune lectorat conditionné par les dessins américains d’Hanna-Barbera Productions. Jean-Claude De La Royère assure la rédaction en chef des vingt-cinq premiers numéros, et contribue aux scénarios d’autant d’histoires de Schtroumpfs, qui seront dessinées soit par Philippe Delzenne, soit par Alain Maury. Aux côtés de Peyo et Yvan Delporte, il réalise seize nouveaux scénarios de Pierrot et la Lampe aux éditions Cartoon Creation en 1992. Il sollicite André Geerts qui crée Mademoiselle Louise avec Sergio Salma.
Jean-Claude De la Royère écrit l'adaptation en bande dessinée de la série Nero Wolfe pour André Taymans qui réalise le premier tome Les Compagnons de la peur et pour Philippe Wurm, amateur de romans policiers, qui dessine le second tome intitulé : La Cassette rouge dans la collection « BDétectives » aux éditions Lefrancq en 1992 à la suite d'André Taymans et il adapte également le roman de Bernard Clavel Harricana pour le dessinateur Denis Merezette dans la collection « BDÉcrivain » aux mêmes éditions en 1992. Toujours la même année, il écrit une quinzaine de gags pour Marc Wasterlain repris dans l'album Ratapoil Maillot jaune aux éditions monégasques Marsu Productions.
En 1994, il écrit le scénario d'une nouvelle série, cette fois pour adultes, intitulée Une femme dans la peau, pour le dessinateur François Walthéry, qu'il signe du pseudonyme Fritax chez P & T Production. Le scénario du second tome est refusé par l'éditeur. Mythic prend le relai au scénario de cette série. Dans le même registre, il écrit Betty Page sous le pseudonyme de Jesse Van Achterwiel pour Jaap De Boer aux éditions Astrid l'année suivante.
En 1996, il entame une collaboration avec René Follet pour lequel il scénarise Les Autos de l’aventure des récits historiques de la marque aux chevrons. Les albums publicitaires La Passion des défis paraissent aux éditions de l’Yser et Les Fruits de la passion aux éditions Chevrons (1998). Les deux albums content la longue histoire de la marque Citroën avec son cortège d’automobiles entrées dans la légende (Traction Avant, 2 CV et DS), les participations aux premières courses automobiles, les rallyes et, les croisières noire et jaune où les mythiques véhicules traversent la Russie, l’Afrique et la Chine.

### Au CBBD
Jean-Claude De la Royère est conservateur du CBBD (Centre belge de la bande dessinée). En 2007, à la suite de la polémique de Tintin au Congo, il prend position et déclare « faire du politiquement correct avec de l’ancien est impossible. »
Il donne avec Jean Auquier un coup de jeune au CBBD comme commissaire d'exposition en renouvelant ses expositions permanentes de façon radicale grâce à leurs expertises. En 2015, il monte la rétrospective consacrée à Frédéric Jannin intitulée Jannin et nous, trop de tout. Le catalogue de l'exposition est publié aux éditions Lamiroy. En 2018, il monte avec Yiping Luo l'exposition Panorama de la BD chinoise Des images enchaînées venues d’ailleurs. Puis l'année suivante, il retrouve Marc Wasterlain qu'il connaît depuis qu'il lui a écrit quelques strips du Commissaire Bourru de 1977 à 1979 : un gag sera aussi publié dans le no 4 du Journal illustré, en 1983) et deux gags de Copabanana publiés dans Félix Magazine - Le magazine du suspense en 1982 ainsi que ses participations au fanzine Quatrième de Couv' - Les amis de Marc Wasterlain en 2007 et 2012.
Il est également le commissaire de l'exposition Signé Griffo – Un dessinateur au service des scénaristes en 2019.
Après son départ à la retraite, De la Royère continue à travailler ponctuellement pour le CBBD en 2021.

## Œuvres

### Publications

#### Albums de bande dessinée
- Spirou Connection, Récréabull, Bruxelles, octobre 1986
Scénario : Jean-Claude De la Royère - Dessin et couleurs : Watch -  (ISBN 2871820309),Préface : Yvan Delporte.

- 3. La Revanche de Rockman, Distri BD, coll. « BéDéBile », Bruxelles, 1979
Scénario : Jean-Claude De la Royère - Dessin : Frédéric Jannin - Couleurs : noir et blanc

- Pierrot et la Lampe, Cartoon Creation, Bruxelles, octobre 1991
Scénario : Peyo, Yvan Delporte, Jean-Claude De la Royère - Dessin : Peyo, Éric Closter, Philippe Delzenne - Couleurs : quadrichromie -  (ISBN 2873450223)

- Cosmos Milady, P & T Production, coll. « BD-Clip », Bruxelles, 1993
Scénario : Jean-Claude De la Royère - Dessin : Crisse - Couleurs : Anyk -  (ISBN 2-87265-016-4)
- 1. Une femme dans la peau, P & T Production, Bruxelles, décembre 1994
Scénario : Fritax - Dessin : Georges Van Linthout, François Walthéry - Couleurs : Georges Van Linthout -  (ISBN 2872650296)
- Les Animaux sont-ils des bêtes ?, P & T Production, Bruxelles, 1995
Scénario : Fritax - Dessin : Nikita Mandryka - Couleurs : quadrichromie -  (ISBN 2-87265-038-5)
- 1. Betty Page, Astrid, décembre 1995
Scénario : Jesse Van Achterwiel - Dessin et couleurs : Jaap De Boer -  (ISBN 2-385-00001-6)

- Jannin et nous... trop de tout, Lamiroy, Bruxelles, septembre 2015
Scénario : Jean-Claude De la Royère - Dessin et couleurs : Frédéric Jannin -  (ISBN 978-2-87595-052-9)

Les Schtroumpfs
- 14. L'Aéroschtroumpf, Cartoon Creation, Bruxelles, mars 1990
Scénario : Jean-Claude De la Royère - Dessin : Bernard Swysen,Philippe Delzenne, Alain Maury - Couleurs : quadrichromie -  (ISBN 2-87345-000-2),Contient : L'Aéroschtroumpf, La Gourmandise chez les Schtroumpfs, Le Schtroumpfeur masqué, Puppy et les Schtroumpfs et Les Farces du Schtroumpf farceur[51]. Couverture : Daniel Desorgher.
- 15. L'Étrange Réveil du Schtroumpf paresseux, Cartoon Creation, Bruxelles, avril 1991
Scénario : Jean-Claude De la Royère - Dessin : Philippe Delzenne, Alain Maury - Couleurs : quadrichromie -  (ISBN 2-87345-024-X),Contient : L'Étrange Réveil du Schtroumpf paresseux, Le Petit Train des Schtroumpfs, Le Schtroumpf et son dragon, Les Schtroumpfs pompiers et Une taupe chez les Schtroumpfs[52].

##### La collection «Hachette»
- 19. L'Aéroschtroumpf, Hachette collections, Vanves, 31 août 2016
Scénario : Jean-Claude De la Royère - Dessin : Bernard Swysen, Philippe Delzenne, Alain Maury - Couleurs : quadrichromie,Album sans ISBN. Dos toilé et couverture avec vernis sélectif. Le dos porte la mention L'Aéroschtroumpf 1991 pour insertion dans la frise chronologique. Avec un dossier en fin d'album de 8 pages Collection Les Schtroumpfs écrit par Christian Marmonnier. Contient : L'Aéroschtroumpf, La Gourmandise chez les Schtroumpfs, Le Schtroumpfeur masqué, Puppy et les Schtroumpfs et Les Farces du Schtroumpf farceur[51].
- 20. L'Étrange Réveil du Schtroumpf paresseux, Hachette collections, Vanves, 14 septembre 2016
Scénario : Jean-Claude De la Royère - Dessin : Philippe Delzenne, Alain Maury - Couleurs : quadrichromie,Album sans ISBN. Dos toilé et couverture avec vernis sélectif. Le dos porte la mention L'Étrange Réveil du Schtroumpf paresseux 1991 pour insertion dans la frise chronologique. Avec un dossier en fin d'album de 8 pages Collection Les Schtroumpfs écrit par Christian Marmonnier. Contient : L'Étrange Réveil du Schtroumpf paresseux, Le Petit Train des Schtroumpfs, Le Schtroumpf et son dragon, Les Schtroumpfs pompiers et Une taupe chez les Schtroumpfs[52].

#### Journaux et revues

##### Félix Magazine - Le magazine du suspense
- 2. Copabanana[34],[53], Deligne, Bruxelles, 1982
Scénario : Jean-Claude De la Royère - Dessin : Marc Wasterlain - Couleurs : Jacqueline Benn(1 planche)
- 3. Copabanana[54], Deligne, Bruxelles, 1982
Scénario : Jean-Claude De la Royère - Dessin : Marc Wasterlain - Couleurs : Jacqueline Benn(1 planche)

##### Quatrième de Couv'
- Quatrième de Couv'[45] Les amis de Marc Wasterlain, no 1, Morlanwelz, décembre 2007
- Quatrième de Couv' Les amis de Marc Wasterlain, no 9[55], Morlanwelz, 2012
- Quatrième de Couv' Les amis de Marc Wasterlain, no 10[45], Morlanwelz, juin 2012

##### La Crypte tonique
- no 6 Qui mène la danse[56] ?

##### Schtroumpf!
- La Gourmandise chez les Schtroumpfs[57], Scénario de Jean-Claude De La Royère, dessin de Peyo (découpage), assisté de Philippe Delzenne dans Schtroumpf !, no 1, novembre 1989. Pagination de 8 planches.
- L’Aéroschtroumpf[57], Scénario de Jean-Claude De La Royère, dessin de Peyo (découpage), assisté de Bernard Swysen dans Schtroumpf !, no 2, décembre 1989. Pagination de 8 planches.
- Les Farces du Schtroumpf farceur[57], Scénario de Jean-Claude De La Royère, dessin de Peyo (découpage), assisté d’Alain Maury, dans Schtroumpf !, no 3, janvier 1990. Pagination de 8 planches.
- Puppy et les Schtroumpfs[57], Scénario de Jean-Claude De La Royère, dessin de Peyo (découpage), assisté d’Alain Maury, dans Schtroumpf !, no 4, février 1990. Pagination de 8 planches.
- Le Schtroumpfeur masqué[57], Scénario de Jean-Claude De La Royère, dessin de Peyo (découpage), assisté d’Alain Maury, dans Schtroumpf !, no 5, mars 1990. Pagination de 8 planches.

- Le Petit Train des Schtroumpfs[58], Scénario de Jean-Claude De La Royère, dessin de Peyo (découpage), assisté d’Alain Maury dans Schtroumpf !, no 6, avril 1990. Pagination de 8 planches.
- L'Étrange Réveil du Schtroumpf paresseux[58], Scénario de Jean-Claude De La Royère, dessin de Peyo (découpage), assisté de Philippe Delzenne, dans Schtroumpf !, no 7, mai 1990. Pagination de 8 planches.
- Le Schtroumpf et son dragon[58], Scénario de Jean-Claude De La Royère, dessin de Peyo (découpage), assisté d’Alain Maury dans Schtroumpf !, no 8, juin 1990. Pagination de 8 planches.
- Les Schtroumpfs pompiers[58], Scénario de Jean-Claude De La Royère, dessin de Peyo (découpage), assisté de Philippe Delzenne, dans Schtroumpf !, no 9, juillet 1990. Pagination de 8 planches.
- Une taupe chez les Schtroumpfs[58], Scénario de Jean-Claude De La Royère, dessin de Peyo (découpage), assisté d’Alain Maury, dans Schtroumpf ! no 10, août 1990. Pagination de 8 planches.

Pierrot et la lampe
Pierrot a trouvé une vieille lampe contenant un petit génie qui se trompe parfois dans ses formules magiques. Scénario de Peyo avec l'aide d'Yvan Delporte et J.C. De la Royère, dessin de Peyo avec l'aide de Philippe Delzenne et Éric Closter.
19 histoires en 4 planches parues uniquement en français dans le mensuel Schtroumpf !. 
| Numéro | Date           | Titre                         | Scénario                 | Dessin                     |
| ------ | -------------- | ----------------------------- | ------------------------ | -------------------------- |
| no 1   | novembre 1989  | La Petite Auto rouge          | Yvan Delporte            | Philippe Delzenne (Phidel) |
| no 4   | février 1990   | L’Homme invisible             | Yvan Delporte            | Philippe Delzenne (Phidel) |
| no 7   | mai 1990       | Le Faux-monnayeur             | Yvan Delporte            | Philippe Delzenne (Phidel) |
| no 9   | juillet 1990   | Le Match de foot              | Jean-Claude De la Royère | Philippe Delzenne          |
| no 11  | septembre 1990 | À la foire                    | Jean-Claude De la Royère | Philippe Delzenne          |
| no 13  | novembre 1990  | Il n’y a plus de saisons !    | Jean-Claude De la Royère | Éric Closter               |
| no 15  | janvier 1991   | Le Vœu le plus cher           | Jean-Claude De la Royère | Philippe Delzenne          |
| no 16  | février 1991   | Le Brocanteur                 | Jean-Claude De la Royère | Philippe Delzenne          |
| no 17  | mars 1991      | La Cousine Louisette          | Jean-Claude De la Royère | Philippe Delzenne          |
| no 18  | avril 1991     | Le Baby-sitting               | Jean-Claude De la Royère | Philippe Delzenne          |
| no 19  | mai 1991       | La Leçon d’histoire           | Jean-Claude De la Royère | Philippe Delzenne          |
| no 20  | juin 1991      | Les Extraterrestres           | Jean-Claude De la Royère | Philippe Delzenne          |
| no 21  | juillet 1991   | Le Cauchemar du génie         | Jean-Claude De la Royère | Philippe Delzenne          |
| no 22  | août 1991      | Arrêt sur image               | Jean-Claude De la Royère | Éric Closter               |
| no 23  | septembre 1991 | Scout toujours prêt !         | Jean-Claude De la Royère | Éric Closter               |
| no 25  | novembre 1991  | Le Régime d’Anselme           | Jean-Claude De la Royère | Éric Closter               |
| no 27  | janvier 1992   | L’Anniversaire du petit génie | Jean-Claude De la Royère | Éric Closter               |
| no 28  | février 1992   | La Pêche à la ligne           | Jean-Claude De la Royère | Éric Closter               |
| no 29  | mars 1992      | Le Retour d’âge               | Jean-Claude De la Royère | Éric Closter               |

#### Littérature jeunesse

##### Image par image
- 1. L'Histoire de Cendrillon, Hemma, Chevron, 1992
Scénario : Jean-Claude De la Royère - Dessin : José Cubero - Couleurs : quadrichromie -  (ISBN 2800622016),Lettrage : Frank Brichau
- 2. L'Histoire du petit Chaperon Rouge, Hemma, Chevron, 1992
Scénario : Jean-Claude De la Royère  - Dessin : José Cubero - Couleurs : quadrichromie -  (ISBN 2800622024),Lettrage : Frank Brichau
- 3. L'Histoire de Blanche-Neige et les 7 nains, Hemma, Chevron, 1992
Scénario : Jean-Claude De la Royère - Dessin : José Cubero - Couleurs : quadrichromie -  (ISBN 2800622008),Lettrage : Frank Brichau
- 4. L'Histoire du Petit Poucet, Hemma, Chevron, 1992
Scénario : Jean-Claude De la Royère - Dessin : José Cubero - Couleurs : quadrichromie -  (ISBN 978-2-8006-2199-9),D'après l'œuvre originale de Charles Perrault. Lettrage : Frank Brichau

#### Ouvrages sur la bande dessinée
- Jean-Claude De la Royère et Martine Janssen, L'Aide-mémoire du collectionneur de bandes dessinées : Tous les albums classés par auteurs, Bruxelles, Récréabull, 1986, 333 p., ill. ; 31 cm (ISBN 2-87182-025-2, présentation en ligne).

### Commissariat d'exposition
- François Walthéry 50 ans de BD, Centre belge de la bande dessinée, Bruxelles du 9 octobre 2012 au 24 février 2013[60],[61].
- Spirou de main en main[62], CBBD, Bruxelles du 23 avril au 4 novembre 2013.
- La BD suisse à Bruxelles[63], CBBD, Bruxelles du 4 février au 18 mai 2014.
- Canicule, autopsie d’une œuvre - Vautrin par Baru[64],[65], CBBD, Bruxelles du 18 mars au 24 août 2014.
- Jannin et nous, trop de tout - De la bande dessinée au multiméia[66], CBBD, Bruxelles du 22 septembre 2015 au 6 mars 2016.
- Panorama de la BD chinoise Des images enchaînées venues d’ailleurs[44] avec Yiping LUO, CBBD, Bruxelles du 13 février au 9 septembre 2018.
- Héroïnes au bout du crayon[67] avec Mélanie Andrieu du 19 juin au 25 novembre 2018.
- Signé Griffo – Un dessinateur au service des scénaristes[46] du 11 juin au 24 novembre 2019.

### Discographie
- 1986 : La Chanterie De Laeken – Jimmy Laventure[68], composition Jean-Claude De la Royère et Frédéric Jannin, Jump & Shout Dance Music, JS 45268, 45 tours.

#### Livres
: document utilisé comme source pour la rédaction de cet article.
- Jean Pirotte (dir.) et Luc Courtois, Du régional à l'universel : L'imaginaire wallon dans la bande dessinée, Louvain-la-Neuve, Fondation wallonne Pierre-Marie et Jean-François Humblet, 1999, 310 p. (ISBN 978-2-9600072-3-7 et 2960007239, OCLC 1075833932), p. 216.  lire sur Google Livres
- Jacques Fiérain, « De la Royère, Jean-Claude », dans La BD à Bruxelles et en Brabant, Charleroi, Éd. l'Âge d'or, avril 2003, 144 p., ill. ; 31 cm (ISBN 9782960119664 et 2960119665, OCLC 470388171, présentation en ligne), p. 29,Tirage à 1000 exemplaires. Illustration de la couverture : Al Séverin.
- Philippe Mellot, Michel Denni, Laurent Turpin et Isabelle Morzadec, Trésors de la bande dessinée : BDM 2022-2023 - Catalogue encyclopédique et Argus, Paris, Les Arènes, novembre 2022, 23e éd., 1677 p., ill. ; 23 cm (ISBN 9791037507280, OCLC 1351462460, présentation en ligne), p. 69, 107, 338, 579, 671, 731, 889, 1089, 1190, 1407. .

#### Articles
- Jean-Claude De la Royère (interviewé par Alban Jarry), « Discussion avec Jean-Claude de la Royère, le 5 mai 2006 », Al Séverin,‎ 5 mai 2006 (lire en ligne, consulté le 22 avril 2025).
- Marc Wasterlain et Jean-Claude De la Royère (interviewés par Christian Missia Dio), « Marc Wasterlain : "Un bilan sur ma carrière ? Je n’en n’ai pas encore terminé avec la BD" », ActuaBD,‎ 17 avril 2019 (lire en ligne, consulté le 1er juin 2023).

### Podcasts
- Interview Jean-Claude de la Royère sur Mixcloud, interview : eclectriqueradio (25 min 23 s).

### Vidéographie
- Le rock et le punk sur Sonuma, Jean-Claude De la Royère (intervenant), Gilles Verlant (intervenant), Plastic Bertrand (intervenant), Philippe Geluck (intervenant), Louis Verlant (réalisateur) Tempo diffusé sur la RTBF (30 minutes), 16 mars 1977.
- [vidéo] « Interwiew of Mr Jean-Claude de la Royère - June 15th », sur YouTube, Centre culturel chinois à Bruxelles, 16 juin 2016 (3 min 12 s)
- [vidéo] « "Signé Griffo" - Jean-Claude De la Royère présente Griffo », sur YouTube Centre belge de la bande dessinée, 2019 (3 min 12 s).